# Apfelbach (Eschenbach in der Oberpfalz)
Apfelbach ist ein Ortsteil der Stadt Eschenbach in der Oberpfalz im oberpfälzischen Landkreis Neustadt an der Waldnaab. 

## Geographie und Verkehrsanbindung
Apfelbach liegt südlich der Kernstadt Eschenbach in der Oberpfalz an der Kreisstraße NEW1.
Das Dorf besteht aus nur fünf Straßen.
Südwestlich des Dorfes liegt das Industriegebiet Stegenthumbach. Außerdem gibt es eine Anbindung des Dorfes mit den weiteren Dörfern Breitenlohe und Hotzaberg. Daneben gibt es einen Waldweg, der am Rande des Truppenübungsplatzes Grafenwöhr vorbeiführt, und in Richtung Kirchenthumbach nach Metzenhof führt. 
Die Nähe zur amerikanischen Netzaberg Housing Area beträgt ebenfalls nur wenige Hundert Meter, jedoch existiert nur ein Waldweg.

## Sehenswürdigkeiten
Am östlichen Ortsrand, am Kapellenweg, steht eine Wegkapelle. Sie ist in der Liste der Baudenkmäler in Eschenbach in der Oberpfalz für Thomasreuth als Baudenkmal aufgeführt und wurde im Jahr 2020 im Rahmen des 25-jährigen Jubiläums außen renoviert.
Neben der Kapelle bietet Apfelbach ebenfalls einen Dorfweiher, welcher 2023 von einem Löschteich in einen Weiher umgewandelt wurde.